# サクラ大戦漫画版
『サクラ大戦 漫画版』（サクラたいせん まんがばん）は、セガのゲーム『サクラ大戦』をもととした、広井王子原作、藤島康介キャラクター原案、政一九漫画による漫画作品である。制作に至り、広井王子が漫画版として脚本を改めて書き下ろしており、政一九は藤島康介の推薦による起用である。

## 内容(原作との相違点)
ストーリーは元祖『サクラ大戦』を踏襲しているが、漫画版では大神一郎から見た帝劇（帝国華撃団）を描いている。生死不明だったミロクの扱いなどゲームでは曖昧だった部分や、コメディタッチで描かれたシーンが漫画では丁寧に描かれていたり、『サクラ大戦歌謡ショウ』からの登場であるダンディー団や中嶋親方、『サクラ大戦2 〜君、死にたもうことなかれ〜』から登場する加山雄一などのキャラクターも登場している。なお、所々で『サクラ大戦3 〜巴里は燃えているか〜』や『サクラ大戦V 〜さらば愛しき人よ〜』のキャラクターが一般人役などで登場している。
また、メカニック面も基本は元祖基準であるが、例外と脇侍の中で元祖版では色換え仕様のため設定がない脇侍・影と脇侍・侍の2機種は『サクラ大戦 〜熱き血潮に〜』のバージョンで登場しているほか、天海の乗る魔操機兵「天照」は蒼角のボディと孔雀の上半身を合体させた形状の元祖版や巨大な神像風の熱き血潮版と違い、『サクラ大戦4 〜恋せよ乙女〜』に登場した魔操機兵を髣髴とさせる半人半馬のフォルムの本作のみのオリジナル仕様機体になっている。また、本作の天照は天海の謀殺のため叉丹の手で意図的にオーバーヒートを起こすように作られている。

## 連載開始・掲載雑誌終了
講談社『月刊マガジンZ』の創刊号(1999年8月号)の31Pにて、広井王子が原作、綱島志朗の作画で第4号(11月号)から連載が開始される事、それに先駆けて第2号(9月号)にはポスターが収録される事が告知されていた。だが、第2号の316Pに編集部の都合により連載が延期となりポスターも収録出来なかった事が告知された。その後、作者を政一九に変更して、2002年6月発売の8月号より連載を開始した。
2008年12月発売の2009年2月号で第一部が完結したが、その翌月発売のマガジンZの最終号において同社『マガジンイーノ』（旧名・マガジンGREAT）に掲載誌移動を発表、2009年7月より『第二部』として連載を再開。しかし、マガジンイーノが2011年6月22日発売の14号を以て休刊で連載を中断、連載は10月に発刊する後継の増刊で継続する予定であることが発表された。同社が『月刊少年マガジン』の新増刊誌として、2011年10月20日に『月刊少年マガジン+』を創刊すると発表。2度目の掲載誌移動で連載を再開。2014年2月20日には月刊少年マガジン+が休刊となり、『第二部』は月マガKCにて単行本描き下ろしという形で継続することとなった
。
2016年8月発売の『第二部』6巻がその形へ移行しての初めての単行本となるが、ページの都合上単行本に収録されなかったエピソードが存在し、その未収録エピソードはネット上で無料公開されている。
2012年6月には「連載10周年」をむかえた。2012年10月発売の月刊少年マガジン+04号では連載10周年企画として、漫画本編に登場する神武を再現したペーパークラフト、かつて『月刊マガジンZ』で連載していた4コマ漫画『サクラ大戦ショウ劇場』の1度限りの復活、10年間を振り返った読者参加型クイズ、などの特別企画が編成された
。
また、2012年12月発売の『第二部』4巻には、連載10周年記念として描き下ろしの番外編が収録されている
。
2019年11月15日より、第一部にあたる『漫画版』全9巻と『第二部』7巻までの電子書籍の配信がスタートした。前述した『第二部』6巻の単行本未収録エピソードも、電子書籍では『第二部』5巻に収録されている。

## 映像化
2013年7月26日に『サクラ大戦　紐育星組ショウ 2013～ワイルド・ウエスト・希望～』と『TomoStore（トモストア）』で、『TOMOTOON! サクラ大戦特報予告編』が初公開された
。
『サクラ大戦 漫画版』を原作ゲームのオリジナルキャストとCGアニメーションで映像化したもの。本編は2013年8月に公開される予定だったが、以降、公開には至っていない。

## 書誌情報
単行本
『サクラ大戦 漫画版』
- マガジンZKC

1. 2003年02月21日 ISBN 4-06-349118-8
2. 2003年10月23日 ISBN 4-06-349150-1
3. 2004年07月23日 ISBN 4-06-349179-X
4. 2005年06月23日 ISBN 4-06-349208-7
5. 2006年04月21日 ISBN 4-06-349237-0
6. 2006年10月23日 ISBN 4-06-349262-1
7. 2007年06月22日 ISBN 978-4-06-349289-7
8. 2008年03月21日 ISBN 978-4-06-349333-7
9. 2009年02月23日 ISBN 978-4-06-349411-2

『サクラ大戦 漫画版第二部』
- KCデラックス

1. 2010年02月17日 ISBN 978-4-06-375873-3
2. 2010年12月17日 ISBN 978-4-06-375978-5
3. 2011年12月16日 ISBN 978-4-06-376078-1
4. 2012年12月17日 ISBN 978-4-06-376759-9
5. 2014年04月17日 ISBN 978-4-06-376965-4
6. 2016年08月17日 ISBN 978-4-06-377355-2
7. 2018年07月17日 ISBN 978-4-06-393134-1
8. 2021年06月17日 ISBN 978-4-06-513405-4
9. 2021年06月17日 ISBN 978-4-06-522101-3

ファンブック
- 『サクラ大戦 漫画版 COLLECTION』（講談社KCデラックス、2006年） ISBN 4-06-372217-1